# Argentína a 2006. évi téli olimpiai játékokon
Argentína az olaszországi Torinóban megrendezett 2006. évi téli olimpiai játékok egyik részt vevő nemzete volt. Az országot az olimpián 5 sportágban 9 sportoló képviselte, akik érmet nem szereztek.

## Alpesisí
Férfi
| Versenyző               | Versenyszám      | 1. futam      | 1. futam      | 2. futam | 2. futam | Összesítés | Összesítés |
| Versenyző               | Versenyszám      | Idő           | Hely.         | Idő      | Hely.    | Idő        | Helyezés   |
| ----------------------- | ---------------- | ------------- | ------------- | -------- | -------- | ---------- | ---------- |
| Facundo Aguirre         | Óriás-műlesiklás | nem ért célba | nem ért célba | kiesett  | kiesett  | kiesett    | kiesett    |
| Cristian Simari Birkner | Műlesiklás       | nem ért célba | nem ért célba | kiesett  | kiesett  | kiesett    | kiesett    |
| Cristian Simari Birkner | Óriás-műlesiklás | 1:22,37       | 27.           | 1:20,19  | 18.      | 2:42,56    | 23.        |

| Versenyző               | Versenyszám | Lesiklás | Lesiklás | Műlesiklás | Műlesiklás | Műlesiklás | Műlesiklás | Műlesiklás | Műlesiklás | Összesítés | Összesítés |
| Versenyző               | Versenyszám | Lesiklás | Lesiklás | 1. futam   | 1. futam   | 2. futam   | 2. futam   | Össz.      | Össz.      | Összesítés | Összesítés |
| Versenyző               | Versenyszám | Idő      | Hely.    | Idő        | Hely.      | Idő        | Hely.      | Idő        | Hely.      | Idő        | Helyezés   |
| ----------------------- | ----------- | -------- | -------- | ---------- | ---------- | ---------- | ---------- | ---------- | ---------- | ---------- | ---------- |
| Cristian Simari Birkner | Összetett   | 1:43,93  | 44.      | 45,89      | 14.        | 46,72      | 24.        | 1:32,61    | 17.        | 3:16,54    | 23.        |

Női
| Versenyző                  | Versenyszám            | 1. futam      | 1. futam      | 2. futam | 2. futam | Összesítés | Összesítés |
| Versenyző                  | Versenyszám            | Idő           | Hely.         | Idő      | Hely.    | Idő        | Helyezés   |
| -------------------------- | ---------------------- | ------------- | ------------- | -------- | -------- | ---------- | ---------- |
| Macarena Simari Birkner    | Műlesiklás             | 45,90         | 35.*          | 51,17    | 37.      | 1:37,07    | 36.        |
| Macarena Simari Birkner    | Óriás-műlesiklás       | 1:05,81       | 38.           | 1:13,62  | 30.      | 2:19,43    | 31.        |
| María Belén Simari Birkner | Műlesiklás             | 46,35         | 38.           | 51,26    | 38.      | 1:37,61    | 37.        |
| María Belén Simari Birkner | Óriás-műlesiklás       | nem ért célba | nem ért célba | kiesett  | kiesett  | kiesett    | kiesett    |
| María Belén Simari Birkner | Szuperóriás-műlesiklás |               |               |          |          | 1:38,02    | 47.        |
| Miriam Vázquez             | Lesiklás               |               |               |          |          | 2:07,42    | 39.        |

| Versenyző                  | Versenyszám | Műlesiklás | Műlesiklás | Műlesiklás | Műlesiklás | Műlesiklás | Műlesiklás | Lesiklás | Lesiklás | Összesítés | Összesítés |
| Versenyző                  | Versenyszám | 1. futam   | 1. futam   | 2. futam   | 2. futam   | Össz.      | Össz.      | Lesiklás | Lesiklás | Összesítés | Összesítés |
| Versenyző                  | Versenyszám | Idő        | Hely.      | Idő        | Hely.      | Idő        | Hely.      | Idő      | Hely.    | Idő        | Helyezés   |
| -------------------------- | ----------- | ---------- | ---------- | ---------- | ---------- | ---------- | ---------- | -------- | -------- | ---------- | ---------- |
| Macarena Simari Birkner    | Összetett   | 40,99      | 27.        | 45,95      | 24.        | 1:26,94    | 24.        | 1:35,72  | 28.      | 3:02,66    | 26.        |
| María Belén Simari Birkner | Összetett   | 41,55      | 31.        | 47,08      | 28.        | 1:28,63    | 29.        | 1:36,72  | 29.      | 3:05,35    | 29.        |
| Miriam Vázquez             | Összetett   | nem indult | nem indult | kiesett    | kiesett    | kiesett    | kiesett    | kiesett  | kiesett  | kiesett    | kiesett    |

* - egy másik versenyzővel azonos eredményt ért el

## Biatlon
Férfi
| Versenyző          | Versenyszám  | Lövőhiba    | Időeredmény | Helyezés |
| ------------------ | ------------ | ----------- | ----------- | -------- |
| Sebastián Beltrame | 10 km sprint | 5 (2+3)     | 33:32,4     | 86.      |
| Sebastián Beltrame | 20 km egyéni | 9 (1+2+4+2) | 1:09:24,3   | 84.      |

## Síakrobatika
Ugrás
| Versenyző   | Versenyszám | Selejtező | Selejtező | Döntő   | Döntő    |
| Versenyző   | Versenyszám | Pont      | Helyezés  | Pont    | Helyezés |
| ----------- | ----------- | --------- | --------- | ------- | -------- |
| Clyde Getty | Férfi       | 79,88     | 28.       | kiesett | kiesett  |

## Sífutás
Férfi
| Versenyző      | Versenyszám | Eredmény | Helyezés |
| -------------- | ----------- | -------- | -------- |
| Martín Bianchi | 15 km       | 49:08,0  | 86.      |

## Szánkó
| Versenyző        | Versenyszám | 1. futam | 1. futam | 2. futam | 2. futam | 3. futam | 3. futam | 4. futam | 4. futam | Összesítés | Összesítés |
| Versenyző        | Versenyszám | Idő      | Hely.    | Idő      | Hely.    | Idő      | Hely.    | Idő      | Hely.    | Idő        | Helyezés   |
| ---------------- | ----------- | -------- | -------- | -------- | -------- | -------- | -------- | -------- | -------- | ---------- | ---------- |
| Michelle Despain | Női egyes   | 50,062   | 27.      | 54,061   | 26.      | 50,120   | 24.      | 52,898   | 24.      | 3:27,141   | 24.        |